# Анисів
Ани́сів — село в Україні, у Іванівській сільській громаді Чернігівського району Чернігівської області. До 2020 орган місцевого самоврядування — Анисівська сільська рада.
Населення становить 1063 особи. Дворів — 600.
Село розташоване на лівому березі Десни, за 8 км від Чернігова, однойменна залізнична станція на лінії Чернігів — Ніжин. За 4 км від села — автошлях Київ—Санкт-Петербург. Анисівській сільській раді до 2020 року було підпорядковане с. Лукашівка.

## Археологія
На території Анисова та поблизу нього виявлено поселення доби мезоліту, два неоліту, два — бронзи, одне — періоду скіфів. Крім того, знайдено ранньослов'янське поселення перших століть по Р. Х., два — VIII—IX ст., а також городище та курганний могильник часів Київської Держави.

## Історія

### Анисівське Городище
Анисівське городище розміщене на північній околиці Анисова на мисі, утвореному краєм лівобережної тераси річки Десни і яром. У плані має овальну форму (200х55 —70 м). Від оборонних споруд фортеці з напільного східного боку збереглися сліди дуже замитого рову. З півночі і заходу до підніжжя городища підступає заплава, заболочена в давнину. Південні схили захищені глибоким яром. В'їзд знаходився з напільного боку. Культурний шар потужністю 0,5–0,7 м містить фрагменти ліпної кераміки київської (ІІІ–V ст.) і роменської (VIII—IX ст.) культур, а також кружальної давньоруської кераміки (X—XIII ст.). Анисівське городище належало, напевне, одному з васалів чернігівських князів і відігравало роль форпосту в Задесенні. Фортеця зруйнована під час монголо-татарської навали в 1239 р.
На схід від городища на північній околиці села знаходиться поселення того ж періоду, що й городище. Площа близько 2 га. Потужність культурного шару 0,3–0,5 м, у якому зустрічаються фрагменти ліпної кераміки київської культури III—V ст., матеріал давньоруського часу: вироби з металу, шиферу і кістки, уламки скляних браслетів, ливарних формочок, металевих і склоподібних шлаків. Знахідки давньоруської кераміки зустрічаються і на півдні від городища, на протилежному боці яру. У X—XIII ст. поселення відігравало роль неукріпленого посаду біля городища. Припинило існування у середині XIII ст.
Назва села, за переказом, походить від імені чернігівського боярина Онисима, який відписав свій хутір Єлецькому монастирю і побудував храм св. Георгія. Георгіївські церкви були маркерами військових поселень бояр - дружинників княжої доби. Онисів був ближнім форпостом бояр Чернігова з півдня за Десною. В сусідньому селі Лукашівка до сьогодні проживає великий рід Боярченків.

### Річ Посполита
У 1623 р. чернігівський пушкар Онись Гришкович отримав тут земельний наділ. 1638 р.- село в заплаві Канин (Конин). Назва якого не замінила історичну Анисів. У 1645 р. по ленному праву було надано шляхті слобідка Напоровка і с. Канін (або Онисів хутір) над р. Здвиж.
29 квітня 1645 р. Олександр Лущевський отримав наказ короля Владислава IV відібрати у чернігівського земського писаря Миколая Солтана село Канине або Онисів хутір над р.Десною та слобідку Напоровку над р.Здужжя в Чернігівському повіті, якими М.Солтан володів незаконно [Кулаковський П. Податки Чернігівського воєводства на користь коронного скарбу у 1635 – 1647 роках. – Український археографічний щорічник, 2004 р., т. 8-9, с. 473].
За часів Речі Посполитої селяни обробляли монастирську землю — заготовляли сіно, ловили рибу, працювали на винокурні. За це мали власні наділи землі.

### Гетьманщина
За переписом 1666 р. у Анисові - 29 податкових дворів, церква і 8 податкових дворів в Напоровці.

### Російська імперія
З ліквідацією полкового устрою Анисів увійшов до складу Янівської волості Чернігівського повіту Чернігівської губернії.
На початку 18 ст. — 77 дворів. Дяківська школа з 1732 р. в церкві. У 1767 р. — 54 двори козацькі і 54 двори посполитих. У 1770 р. — 728 прихожан місцевої церкви. 1786 року монастирські землі пограбовано російською владою, крадіжку оформлено на державну казну Російської імперії. Селяни переведені в категорію державних.
У цей час в Анисові проживало козаків — 97, кріпаків — 6, державних селян — 322. Останні платили оброк, подушне, несли рекрутську повинність. Розмір оброку весь час зростав. У 1829 році він становив 8 крб. з ревізької душі. Внаслідок неврожаю 1833 року населення голодувало. Люди змушені були йти в далекі краї на заробітки або ж переселятися в інші країни.
Багато селян займалися побічними промислами, влітку заготовляли в навколишніх лісах ягоди, гриби, виготовляли з лози кошики й продавали на чернігівських базарах. Вироби художньо оздоблювалися лозою різних кольорів. Частина селян ходила на поденні роботи до Чернігова. За даними на 1859 рік у казенному, козацькому й власницькому селі Онисів (Анісове) мешкало 1018 осіб (553 чоловічої статі та 485 — жіночої), налічувалось 186 дворових господарств, існувала православна церква.
Реформа поземельного устрою державних селян, проведена 1866—1867, дала на двір по 7,7 десятини землі[джерело?], за що мусили платити викуп.
Станом на 1886 у колишньому державному й власницькому селі мешкало 1178 осіб налічувалось 224 дворових господарства, існували православна церква, постоялий будинок, 26 вітряних млинів. У 1892 р. завершилося будівництво вузькоколійки з паровозом-кукушкою і будівництво чернігівського вокзалу в Анисові. На будівництві працювало 1000 робітників, які занесли холеру. Залізниця поділила село на дві частини.
За переписом 1897 року кількість мешканців зросла до 1358 осіб (623 чоловічої статі та 735 — жіночої), з яких 1351 — православної віри.
Хвиля заворушень 1905 охопила Анисів. 24 жовтня розгромили сінопресувальний завод Номировського. Після столипінської реформи 10 найзаможніших господарств переселилися на хутори й одержали хорошу землю.
Анисівці змушені були звертатися по медичну допомогу до знахарів або ж іти до лікаря в Янів чи Чернігів. У 80-х роках XIX ст. в селі відкрито земську початкову школу. Заняття відбувалися в звичайній хаті. 1902 побудовано шкільне приміщення, де 25 дітей навчав один учитель.
1911 році Стефан Максименко подає клопотання про дозвіл на облаштування в Анисові млина з нафтовим двигуном.

### СРСР
У 1924 р. — 350 дворів і 1743 жителі. У 1928 р. виселили незгодних з політикою більшовиків, було вбито голову сільради. Від голоду загинула 91 людина. 1944 р. — 429 дворів і 1308 жителів. Всю колгоспну худобу було евакуйовано до Саратовської області, де вона була порізана на м'ясо для армії. 1973 р. — 665 дворів і 2239 жителів.
Франц Дюкич — австрійський військовополонений Першої світової війни, проживав у селі і 1943 р. врятував село від карателів. У 2008 р. йому за ініціативи жителів поставили пам'ятник. Працює краєзнавчий шкільний музей. Проживає нині 1115 жителів.
Кутки — Оболоння (маркер града), Калуга (калугер-монах), Кербутівка (Корибут ?).

### Незалежна Україна
12 червня 2020 року, відповідно до розпорядження Кабінету Міністрів України № 730-р «Про визначення адміністративних центрів та затвердження територій територіальних громад Чернігівської області», увійшло до складу Іванівської сільської громади.
17 липня 2020 року, в результаті адміністративно - територіальної реформи та ліквідації колишнього Чернігівського району, село увійшло до складу новоутвореного Чернігівського району Чернігівської області.

## Населення

### Мова
Розподіл населення за рідною мовою за даними перепису 2001 року:
| Мова       | Кількість | Відсоток |
| ---------- | --------- | -------- |
| українська | 1392      | 96.60%   |
| російська  | 39        | 2.71%    |
| білоруська | 10        | 0.69%    |
| Усього     | 1441      | 100%     |

## Мистецтво
Анисів — мальовниче село, воно вже тоді привертало увагу художників. Сюди в 90-х роках XIX ст. приїздив і писав картини український художник Опанас Сластіон.

## Видатні уродженці
- Герасименко Андрій Степанович — Герой Соціалістичної Праці.
- Дмитренко Олексій Якович (5.02.1930 р.н.) — знатний картопляр України, у 1963 р. очолив механізовану ланку, одним з перших в Україні повністю механізував усі роботи по вирощуванню картоплі, Герой Соціалістичної Праці (1966), нагороджений орденом Жовтневої революції (1976), лауреат Державних премій УРСР (1966, 1977), делегат ІІІ-го Всесоюзного з'їзду колгоспників (1969), депутат облради (1975—1979), у жовтні 1967 р. за успіхи, досягнуті у виконанні виробничих планових показників занесений до обласної Книги Трудової Слави, до районної Книги трудової слави (1972) та у 1974 р. до Книги пошани районної газети «Шляхом комунізму»; удостоєний найвищої нагороди ВДНГ СРСР золотою медаллю (третьою у січня 1969 р. та 8 лютого 1973 р.) та срібною (1965). У 1972 р. вийшла його книжка «Господар землі — механізована ланка».
- Левицький Микола Герасимович (1889—1961) — художник, педагог. Народився в Анисові. Навчався в Чернігівській духовній семінарії, продовжував освіту самостійно (1915); мобілізований до армії (1916); працював вчителем в Анісові; секретарем губнаросвіти та вчителем в школах Чернігова (1927); здав екстерном екзамен на звання викладача малювання та креслення при Строгановському художньому училищі в Москві (1928); працював у бригаді колективізації сільського господарства в Ріпкинському районі (1931); евакуйований в Сумську область, хутір Воздвиженськ, де підтримував тісний зв'язок з партизанами, виконував окремі доручення (1941—1942); інспектор Курського облвно (1943); старший викладач креслення і малювання в Курському суворівському військовому училищі (1943—1955). Нагороджений медалями «За перемогу над Німеччиною у Великій Вітчизняній війні 1941—1945 рр.», «30 років Радянській Армії і Флоту», «За бойові заслуги».
- Лисенко Василь Федорович (31.01.1921 р.н.) — працював завідувачем машинно-тракторним парком сільгосппідприємства, Заслужений працівник сільського господарства УРСР (1977), нагороджений орденом Леніна (1972), нагороджувався медалями ВДНГ СРСР.
- Пінчук Тетяна Володимирівна (3.05.1961 р.н.) — оператор машинного доїння ПОП ім. А. С. Герасименка, Заслужений працівник сільського господарства України (1999). Посвідчення і почесний знак на урочистостях у Києві вручив Президент України Л. Д. Кучма.
- Ребенок Михайло Никифорович (1938—2002) — член Національної Спілки журналістів України, редактор газети «ЧЕКСІЛ» на КСК, гуморист, поет, твори якого друкувались у газетах «Наш край», «Деснянська правда».
- Черковська Олександра Іванівна (1924—2000) — рішенням бюро Чернігівського обкому КПУ і облвиконкому нагороджена в червні 1962 р. знаком «Знатний кукурузовод України», у 1961 р. одержала по 90 цнт зерна кукурудзи з кожного гектара.
- Чоботок Марія Андріївна (1937 р.н.) — нагороджена знаком «Знатний кукурузовод України» (1962), у 1961 р. одержала по 70 ц зерна кукурудзи з кожного гектара.

## Галерея

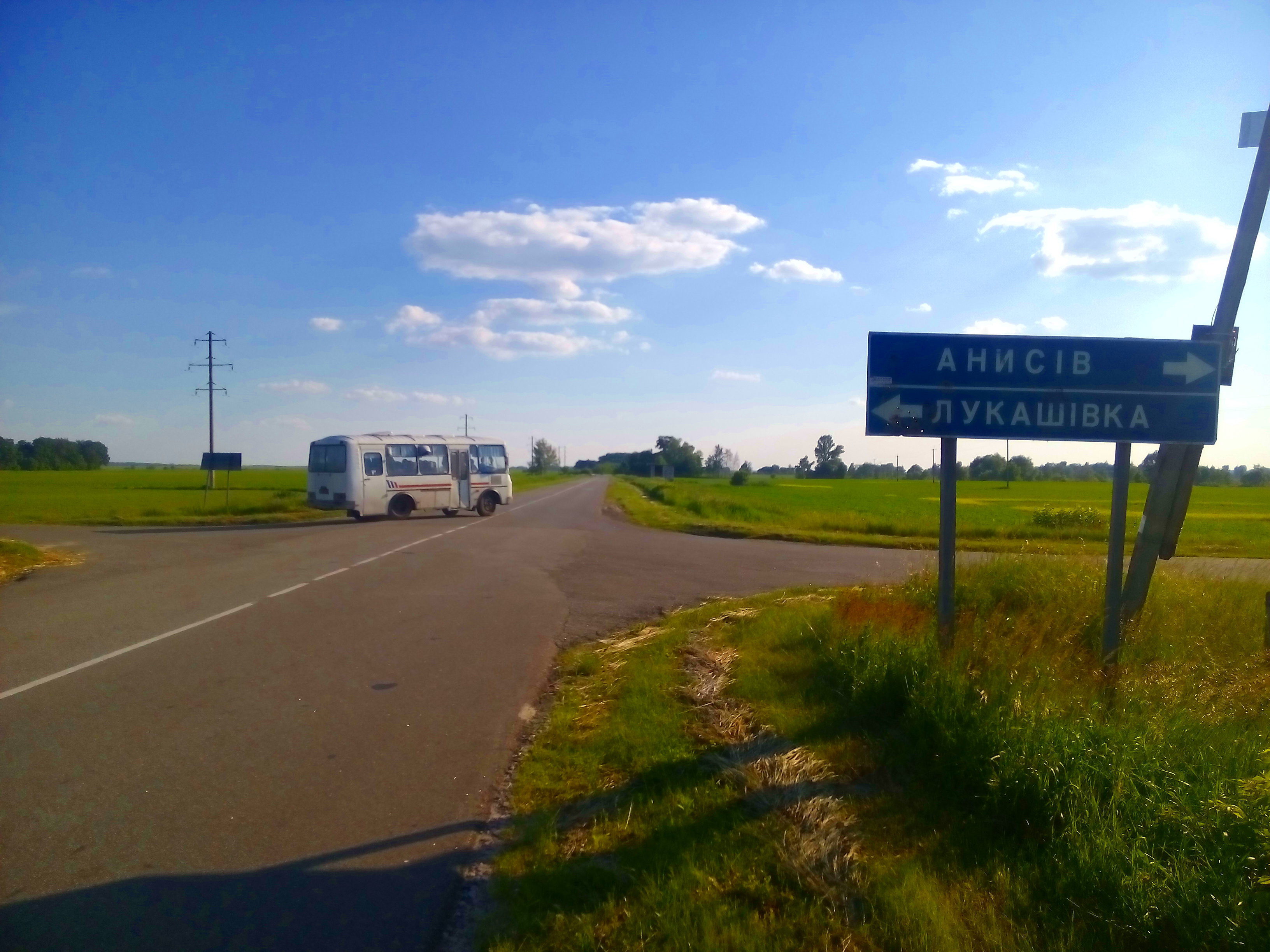
Вказівник на село на трасі Чернігів-Ніжин
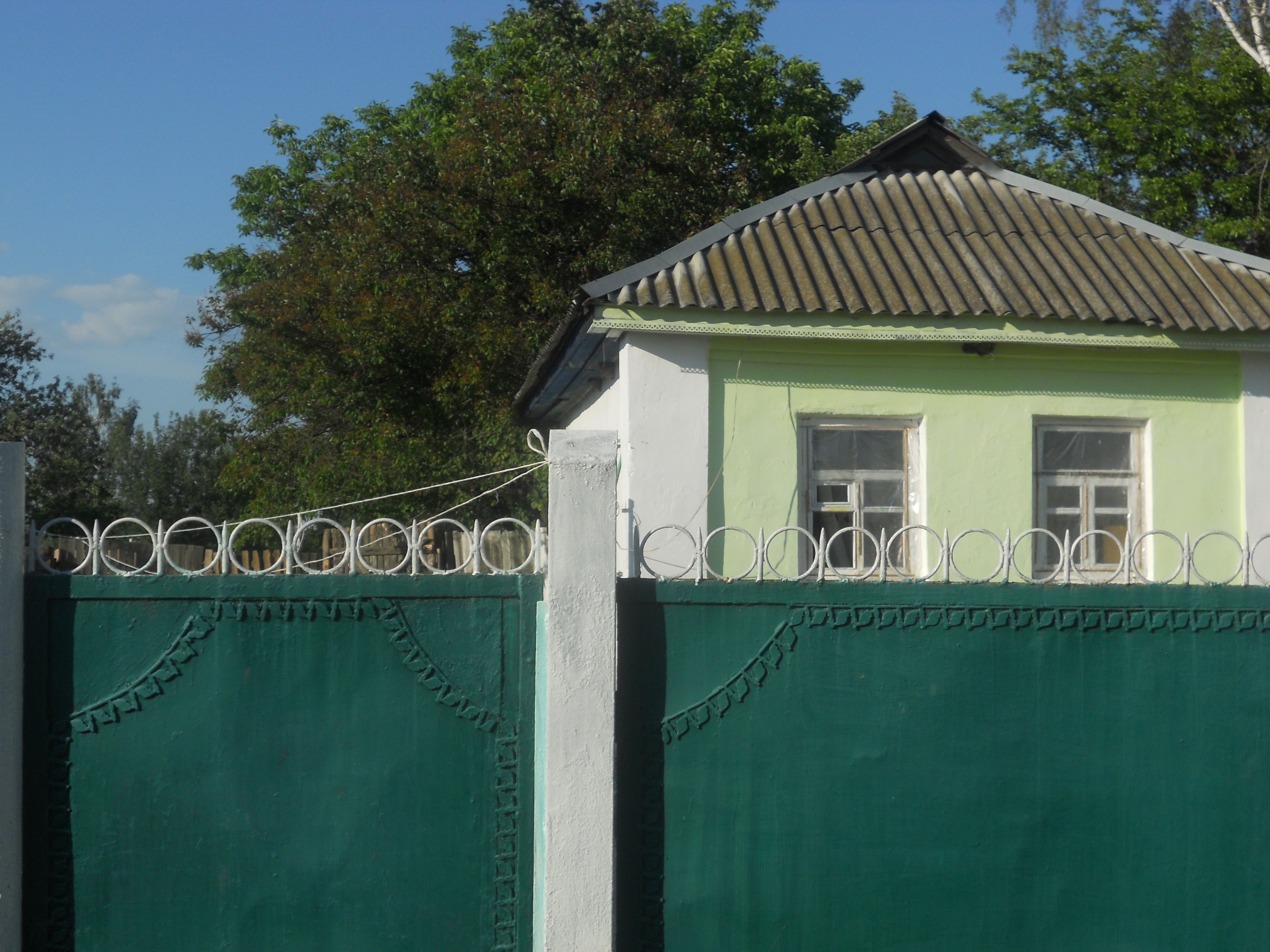
Вулиця Шевченка
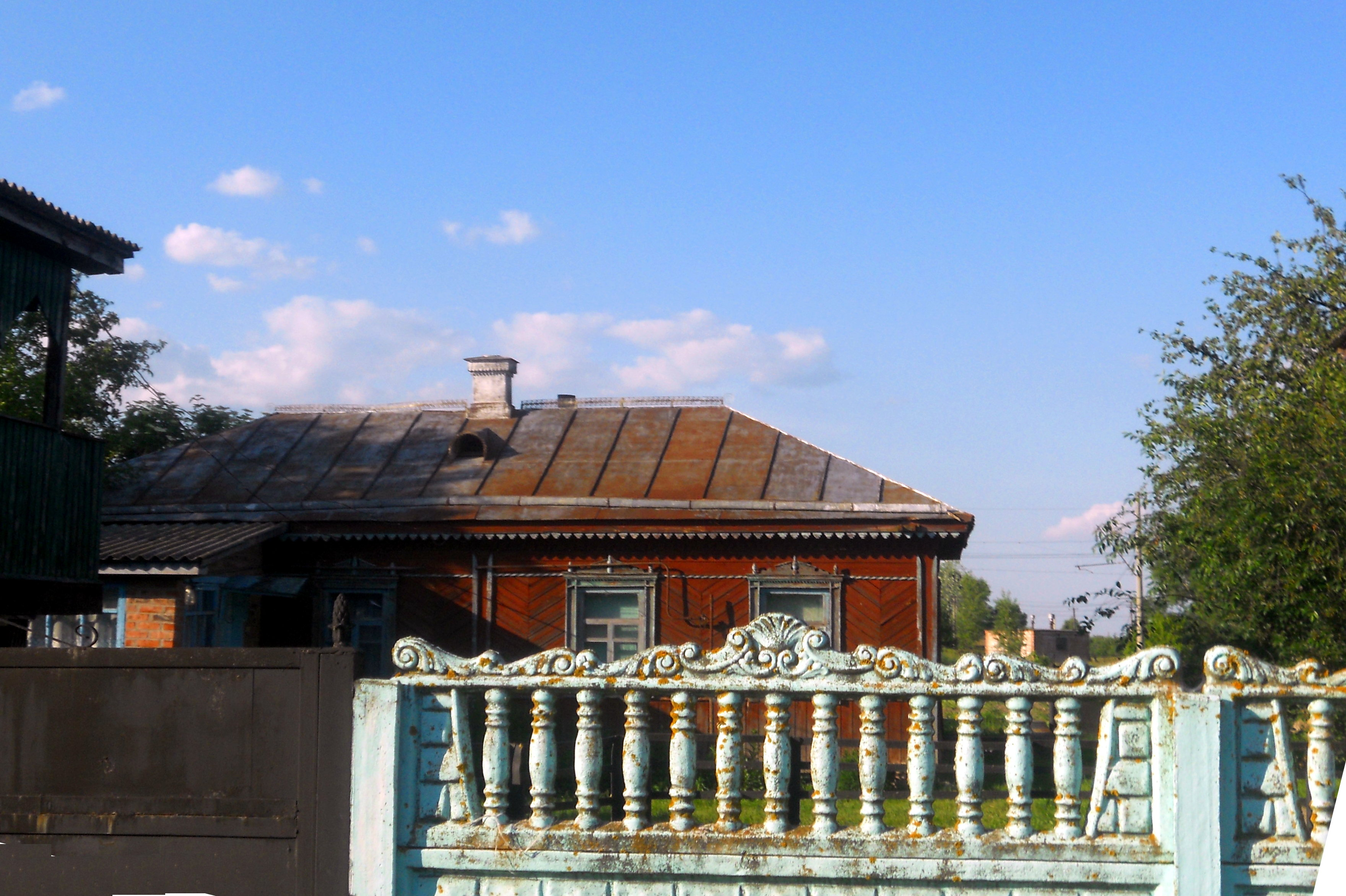
Вулиця Шевченка
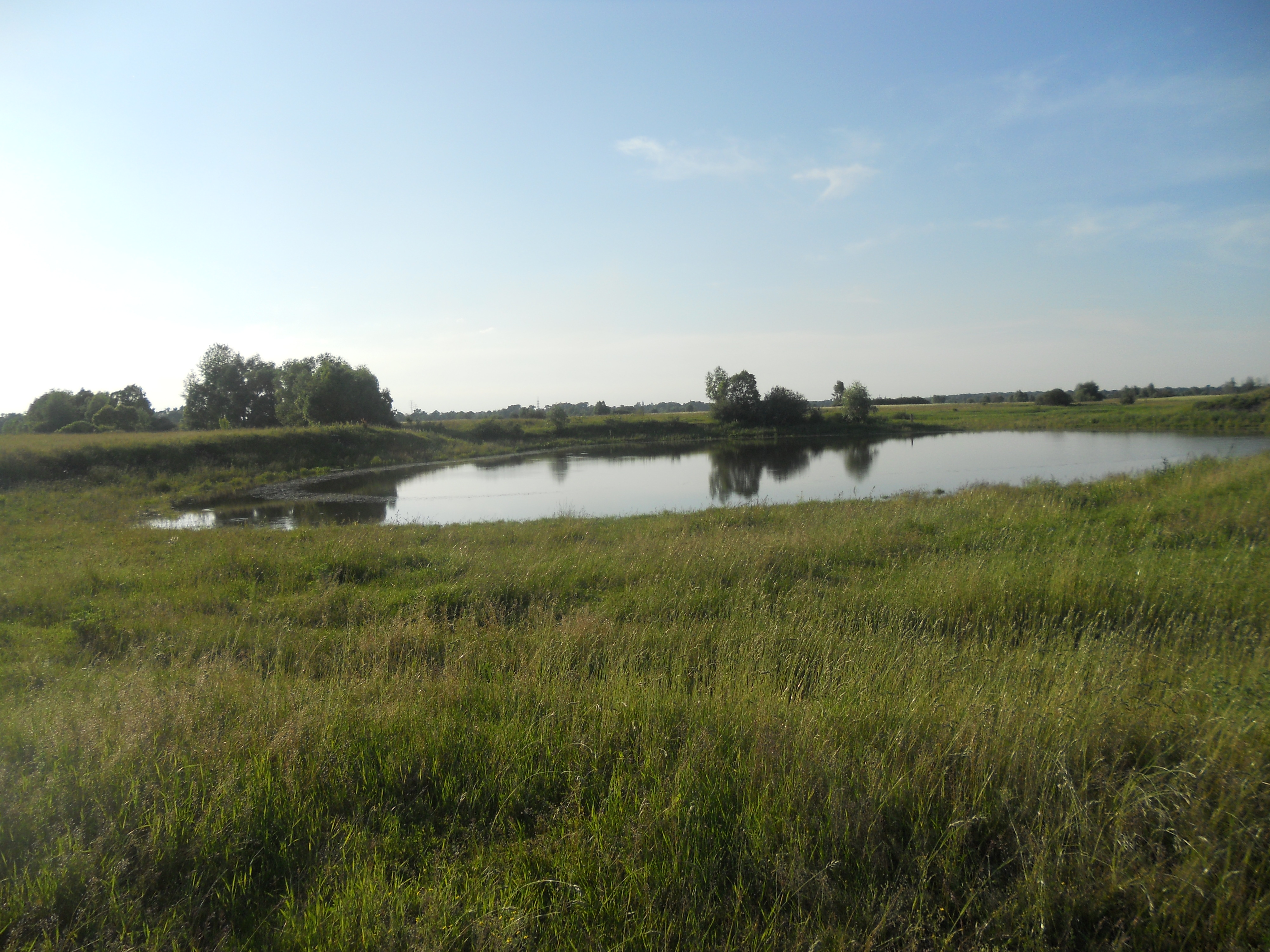
Ставок у полі біля села
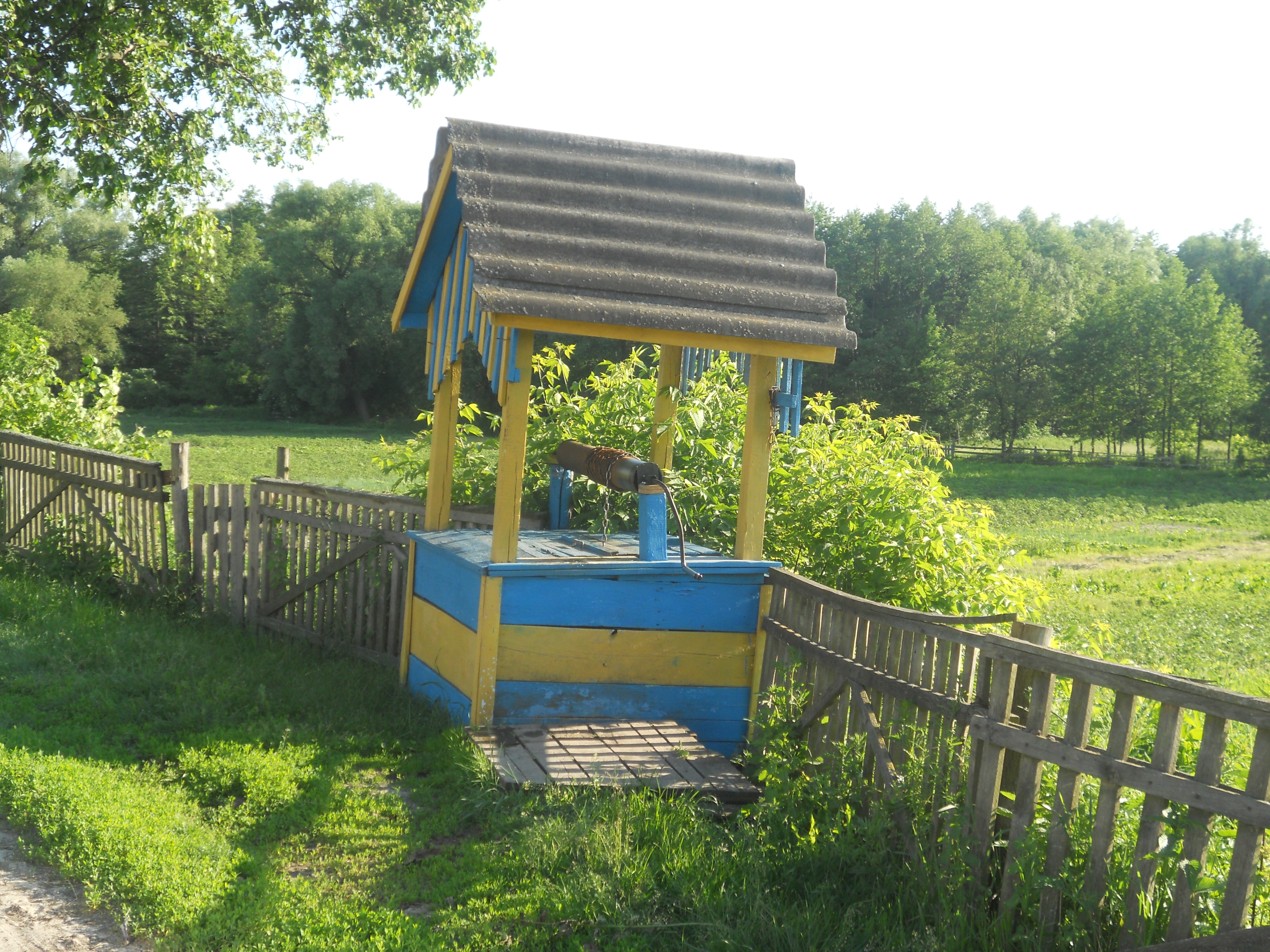
Криниця
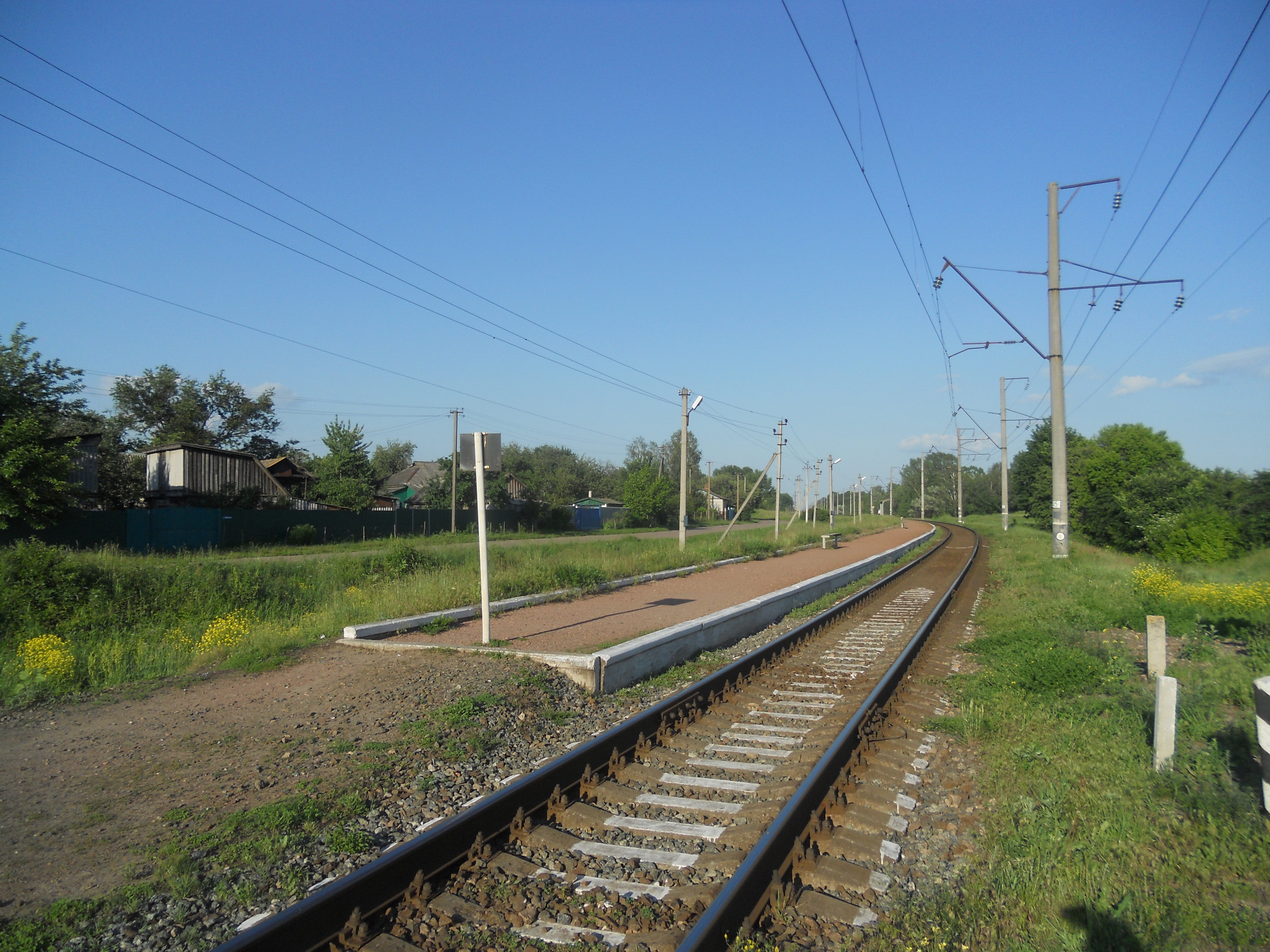
Залізнична станція Анісове